# Neoitamus dasymallus
Neoitamus dasymallus là một loài ruồi trong họ Asilidae. Neoitamus dasymallus được Gerstaecker miêu tả năm 1862.